# Wonokerso (Kedawung)
Wonokerso is een bestuurslaag in het regentschap Sragen van de provincie Midden-Java, Indonesië. Wonokerso telt 4881 inwoners (volkstelling 2010).